# Neckera setschwanica
Neckera setschwanica är en bladmossart som beskrevs av Brotherus 1923. Neckera setschwanica ingår i släktet fjädermossor, och familjen Neckeraceae. Inga underarter finns listade i Catalogue of Life.